# Gunzek
Gunzek je priimek v Sloveniji, ki ga je po podatkih Statističnega urada Republike Slovenije na dan 1. januarja 2010 uporabljalo 81 oseb in je med vsemi priimki po pogostosti uporabe uvrščen na 5.200. mesto.

## Znan nosilci priimka
- Mihael Gunzek (1919-2009), klarinetist in pedagog
- Tina Gunzek (1989), dramska igralka